# Joan Weldon
Joan Weldon, właściwie Joan Louise Welton (ur. 5 sierpnia 1930, zm. 11 lutego 2021) – amerykańska aktorka filmowa, telewizyjna i teatralna oraz śpiewaczka. 

## Życiorys
Joan Louise Welton (bo tak brzmiało jej prawdziwe nazwisko) urodziła się i dorastała w San Francisco. Od piątego roku życia wychowywana była przez swoją babcię (Olio Cornell), która zapewniła jej m.in. edukację muzyczną (lekcje śpiewu i gry na pianinie). Uczęszczała do lokalnej Galileo Academy of Science and Technology. Karierę rozpoczęła jako śpiewaczka operowa w San Francisco Opera i Los Angeles Civic Light Opera. W 1961 zadebiutowała na Broadwayu w musicalu Kean. W 1953 miał miejsce jej debiut filmowy – zagrała główną rolę żeńską w kryminale Lewisa Seilera pt. The System.
Jej kariera aktorska trwała do 1958 roku. W tym czasie była związana z wytwórnią Warner Bros. Na ogół grywała pierwszo- lub drugoplanowe role kobiece. Do najbardziej znanych jej filmów należy kultowy thriller One! z 1954. W drugiej połowie lat 50. zaczęła się pojawiać na szklanym ekranie. Były to jednak epizodyczne role. Po zakończeniu występów w filmie i telewizji powróciła do musicali i sztuk teatralnych na deskach teatru New York State Theater. W 1980 roku zakończyła karierę. Zmarła w wieku 91 lat w swoim domu w Fort Lauderdale na Florydzie. 

## Filmografia
- (1953) The System – Felice Stuart
- (1953) So This Is Love – as Ruth Obre
- (1953) The Stranger Wore a Gun – Shelby Conroy
- (1954) The Command – Martha Cutting
- (1954) The Boy from Oklahoma – Saloon Girl
- (1954) Riding Shotgun – Orissa Flynn
- (1954) One! – dr Patricia Medford
- (1954) Deep in My Heart – piosenkarka w „New Moon”
- (1954-56) Lux Video Theatre – Anne/Patricia Dean
- (1955) Mllionaire – Star Conway
- (1957) Gunsight Ridge – Molly Jones
- (1957) Cheyenne – Nellie Merritt
- (1957) Perry Mason – Marion Keats
- (1958) Day of the Badman – Myra Owens
- (1958) Have Gun - Will Travel – Faye Hollister
- (1958) Colt .45 – Edith Murrow
- (1958) Maverick – Grace Wheeler
- (1958) Shirley Temple's Storybook – Amelia
- (1958) Home Before Dark – Frances Barretty

## Życie osobiste
Przez 56 lat (aż do swojej śmierci) pozostawała w udanym związku z chirurgiem-okulistą – dr. Davidem L. Podellem, którego poślubiła w 1966 i z którym miała córkę Melissę (ur. 1968).  